# Munna kurilensis
Munna kurilensis là một loài chân đều trong họ Munnidae. Loài này được Kussakin miêu tả khoa học năm 1974.